# Nikolaï Novossiltsev
Le comte Nikolaï Nikolaïevitch Novossiltsev (en cyrillique Николай Николаевич Новосильцев), né en 1761 et mort en 1838 à Saint-Pétersbourg, est un officier et homme politique russe du courant libéral, un des proches collaborateurs d'Alexandre Ier. Commissaire impérial dans le royaume de Pologne de 1815 à 1832, il a été président du Conseil des ministres de Russie de 1834 à 1838. 
Il a également été président de l'Académie impériale des Sciences de 1803 à 1810.

## Biographie

### Origines familiales et formation
Nikolaï Nikolaïevitch Novossiltsev est le fils d'un aristocrate russe fortuné, Nikolaï Oustinovitch Novossiltsev, époux de la baronne Maria Stroganova, qui était la tante du comte Stroganov (1774-1817), personnalité très influente à la Cour impériale. 
Devenu orphelin, il est élevé au sein de sa famille de son cousin, mais comme un parent pauvre. 
Il entre cependant au Corps des Pages, école qui formait les fils de la noblesse à la carrière militaire.

### Carrière militaire (1783-1795)
En 1783, il est affecté comme capitaine  du Régiment des Grenadiers de la Garde. En 1785, il rejoint le régiment de cosaques de Volhynie en tant que second major. En 1786, il est affecté au Comité des Affaires étrangères. 
En 1788-1790, il prend part à la guerre contre la Suède, affecté à l'état-major de la flotte. Il se distingue lors de la bataille de l'île de Musala le 13 août 1789 et est promu colonel. 
En 1794, il participe à la répression de l'insurrection de Kosciuszko en Pologne. 
Il se retire du service en 1795.

### Liens avec le tsarévitch Alexandre et exil à Londres
Lorsque, à la mort de Catherine II en 1796, Paul Ier accède au trône, le tsarévitch demande à Novossiltsev de lui rédiger un projet de constitution. Il étudie ce projet, qui a ensuite été perdu. En 1797, Novossiltsev aide le tsarévitch à fonder le Journal de Saint-Pétersbourg, auquel il apporte de nombreuses contributions. 
Mais le libéralisme affiché de Novossiltsev et son ascendant sur Alexandre le rendent suspect aux yeux de Paul Ier et Novossiltsev doit quitter la Russie quelque temps plus tard. 
Il s'installe en Angleterre où il assiste à des cours de physique, de mathématiques et de médecine et rencontre des personnalités telles que le philosophe Jeremy Bentham (1748-1832).

### Carrière politique en Russie (1801-1813)
Lorsque Alexandre accède à son tour au trône impérial en mars 1801, il rappelle Novossiltsev en Russie et lui donne un poste dans le Comité privé semi-officiel (par plaisanterie, ses membres lui donnaient le nom de Comité de salut public) qu'il crée le 24 juin 1801.
Novossiltsev travaille sur le projet de réforme du gouvernement souhaité par Alexandre Ier. Il parvient à décider les autres membres du Comité à étudier la situation intérieure de l'Empire, à procéder à diverses réformes ministérielles et à élaborer une constitution. Ce projet de constitution sera repris en 1810 par Speranski (1772-1839). 
De 1803 à 1810, il préside l'Académie impériale des Sciences et est le premier administrateur du district éducatif de Saint-Pétersbourg. Il fait partie de l'Académie impériale de Russie à partir de 1806.
En 1804, il est nommé vice-ministre de la Justice, avec la présidence de la Commission de rédaction des lois. Il est en partie à l'origine d'un statut sur la liberté des paysans serfs, mais ce projet est resté sans lendemain. En 1809, Speranski, entré à la Commission des lois en 1808, devient vice-ministre de la Justice à la place de Novosiltsev.
En 1804-1805, alors que la Suède, la Russie, l'Angleterre, l'Autriche, la Prusse et le royaume de Naples projettent de former une nouvelle coalition contre la France de Napoléon Bonaparte, Alexandre envoie Novossiltsev comme médiateur pendant les négociations entre l'Angleterre et la France. Son arrogance les font échouer. Avant de quitter Berlin, il apprend la prise de Gênes et de Lucques par Napoléon (1805), annexion qui provoque l'alliance de l'Angleterre et de la Russie au sein de la Troisième coalition, qui va être vaincue à Austerlitz.
En 1806, Novossiltsev est désigné comme ambassadeur de Russie en France, mais la formation de la Quatrième coalition (Royaume-Uni, Russie et Prusse) empêche son départ pour Paris. De 1806 à 1809, il reste à la cour près de l'empereur. De 1809 à 1812, il réside à Vienne, effectuant des missions diplomatiques diverses.

### Carrière politique en Pologne (1813-1832)

#### Dans le duché de Varsovie occupé (1813-1815)
À la fin de 1812, après la retraite de Russie, l'armée russe occupe le duché de Varsovie, dont le gouvernement est assuré à partir du 13 mars 1813 par le Conseil suprême provisoire du Duché de Varsovie (Rada Najwyższa Tymczasowa Księstwa Warszawskiego), de 5 membres, dont le président est Vassili Lanskoï et le vice-président Nikolaï Novossiltsev. 
Le 20 mai 1815, peu avant l'acte final du congrès de Vienne, qui fait du duché de Varsovie un royaume dévolu au tsar Alexandre, « roi de Pologne », le Conseil suprême devient le Gouvernement provisoire du royaume de Pologne (Rząd Tymczasowy Królestwa Polskiego), avec Lanskoï comme président, Adam Czartoryski comme vice-président. Novossiltsev en reste membre, sans affectation spéciale. Il participe avec Czartoryski à la mise au point du texte de la constitution, signée par le tsar le 27 novembre 1815 et mise officiellement en application le 24 décembre.

#### Dans le royaume de Pologne (1815-1830)
Les institutions du royaume sont mises en place au cours du moi de décembre 1815. Novossiltsev devient alors commissaire impérial près le Conseil d'État du royaume de Pologne, représentant russe du tsar, qui est aussi représenté par le vice-roi (namiestnik), le général polonais Józef Zajączek. 
En 1817, Novossiltsev met en place la Police militaire secrète supérieure (Wyższa Wojskowa Tajna Policja). Par la suite, il organise les poursuites contre les organisations patriotiques polonaises. 
Ses fonctions dans le royaume de Pologne prennent fin en 1832, après la fin de l'insurrection de 1830-1831 et la mise en place de nouvelles institutions du royaume de Pologne ; le seul représentant du tsar est désormais le vice-roi, le général russe Ivan Paskevitch, vainqueur de l'insurrection en septembre 1831.

#### Dans l'ancien grand-duché de Lituanie
Lors des partages de la Pologne (1772, 1793 et 1795), la Russie a annexé la plus grande partie du grand-duché de Lituanie (avec les villes de Wilno, Minsk, Kamenec), dont l'élite sociale conserve encore à cette époque sa tradition culturelle polonaise, notamment l'université de Wilno. En 1803, Alexandre a donné à son ami polonais Adam Czartoryski la charge de curateur de l'université de Wilno. 
En 1823, Novossiltsev le remplace à ce poste et il devient administrateur du district éducatif de Wilno. 
À ce titre, il est le responsable de la répression de la société secrète des Philarètes, formée après la dissolution de la Société des Philomathes, dont faisait partie Adam Mickiewicz.

### Le projet de Charte constitutionnelle russe (1820-1821)
En 1820, il travaille à la demande d'Alexandre sur un projet de « Charte constitutionnelle de l'Empire de Russie » qui prévoyait finalement la création d'un parlement de deux chambres (la Diète (Seïm) d'État et la Douma d'État), sans lequel le monarque ne pourrait pas édicter de lois, l'inviolabilité de la propriété, l'indépendance de la justice, l' égalité de tous les citoyens devant la loi. La question du servage était abordée dans das projets annexes.
Aucun de ces projets n'a été approuvé par le tsar. Tout cela était en principe secret, mais en 1830, les insurgés polonais rendirent public le projet de charte constitutionnelle russe.

### Le retour en Russie (1832-1838)
Rentré en Russie en 1831, Novossiltsev devient membre du Conseil d'État, est nommé président du Conseil des ministres (1832-1836), puis président du Conseil d'État (1834). 
En 1833, Alexandre Ier lui accorde le titre de comte d'Empire.
Après sa mort, Novossiltsev est inhumé dans l'église du monastère Saint-Alexandre-Nevski.